# Kick the Dust Up
«Kick the Dust Up» — песня американского кантри-певца Люка Брайана, вышедшая в качестве 1-го сингла с его пятого студийного альбома Kill the Lights (2015). Авторами песни выступили Даллас Дэвидсон, Крис ДиСтефано, Эшли Горли. Сингла возглавил кантри-чарты США и Канады, а к ноябрю 2015 года его тираж превысил 1 млн копий.
Он стал 13-м в карьере Брайана синглом, достигшим первого места в США и десятым  подряд.

## История
Песня получила положительные и умеренные отзывы музыкальной критики и интернет-изданий, например, USA Today, The Guardian.
«Kick the Dust Up» дебютировал в кантри-чарте Hot Country Songs на позиции № 49, а в цифровом чарте Country Digital Songs дебютировал на первом месте с тиражом 127,000 копий. Затем сингл поднялся на позиции № 1 и в основных кантри-чартах Hot Country Songs и Country Airplay, а также на № 26 в Billboard Hot 100. К ноябрю 2015 года тираж превысил 1 млн копий, а к январю 2016 достиг 1,090,000 копий в США.

## Чарты и сертификации

### Еженедельные чарты
| Чарт (2015)                         | Высшая позиция |
| ----------------------------------- | -------------- |
| Australia (ARIA)                    | 98             |
| Канада (Billboard Canadian Hot 100) | 15             |
| Канада (Billboard Country)          | 1              |
| США (Billboard Hot 100)             | 26             |
| США (Billboard Country Airplay)     | 1              |
| США (Billboard Hot Country Songs)   | 1              |

### Итоговые годовые чарты
| Чарт (2015)                      | Позиция |
| -------------------------------- | ------- |
| Canada (Canadian Hot 100)        | 89      |
| US Billboard Hot 100             | 87      |
| US Country Airplay (Billboard)   | 57      |
| US Hot Country Songs (Billboard) | 4       |